# Bombax
- Commons
- Wikispecies

Bombax L. é um género botânico pertencente à família bombacaceae.
Compreende várias espécies de árvores, nativas do sul tropical da Ásia, norte da Austrália e África tropical.

## Descrição
As árvores do género Bombax são das árvores maiores que se encontram nas respectivas regiões, alcançando de 30 a 40 metros de altura com troncos de 3 metros de diâmetro. As folhas são caducas, caindo na época seca, de 30 a 50 cm de diâmetro, palmeadas, com 5 a 9 divisões de folhas menores . Produzem flores vermelhas entre janeiro e março.
Plantam-se em jardins e também são utilizadas na reflorestação da selva.
As espécies do género Bombax são as plantas das quais se alimentam as larvas de algumas espécies de Lepidoptera. Por exemplo,  a espécie Bucculatrix crateracma alimenta-se exclusivamente das folhas de Bombax ceiba.

## Sinonímia
- Salmalia Schott et Endl.
- Rhodognaphalopsis A. Robyns

## Espécies
- Bombax buonopozense P.Beauv.
- Bombax ceiba L.
- Bombax insigne Wall.
- Bombax mossambicense A.Robyns
- «Lista completa»

## Classificação do gênero
| Sistema | Classificação                      | Referência               |
| ------- | ---------------------------------- | ------------------------ |
| Linné   | Classe Polyandria, ordem Monogynia | Species plantarum (1753) |